# Kerk van de Heilige Drievuldigheid (Pyongyang)

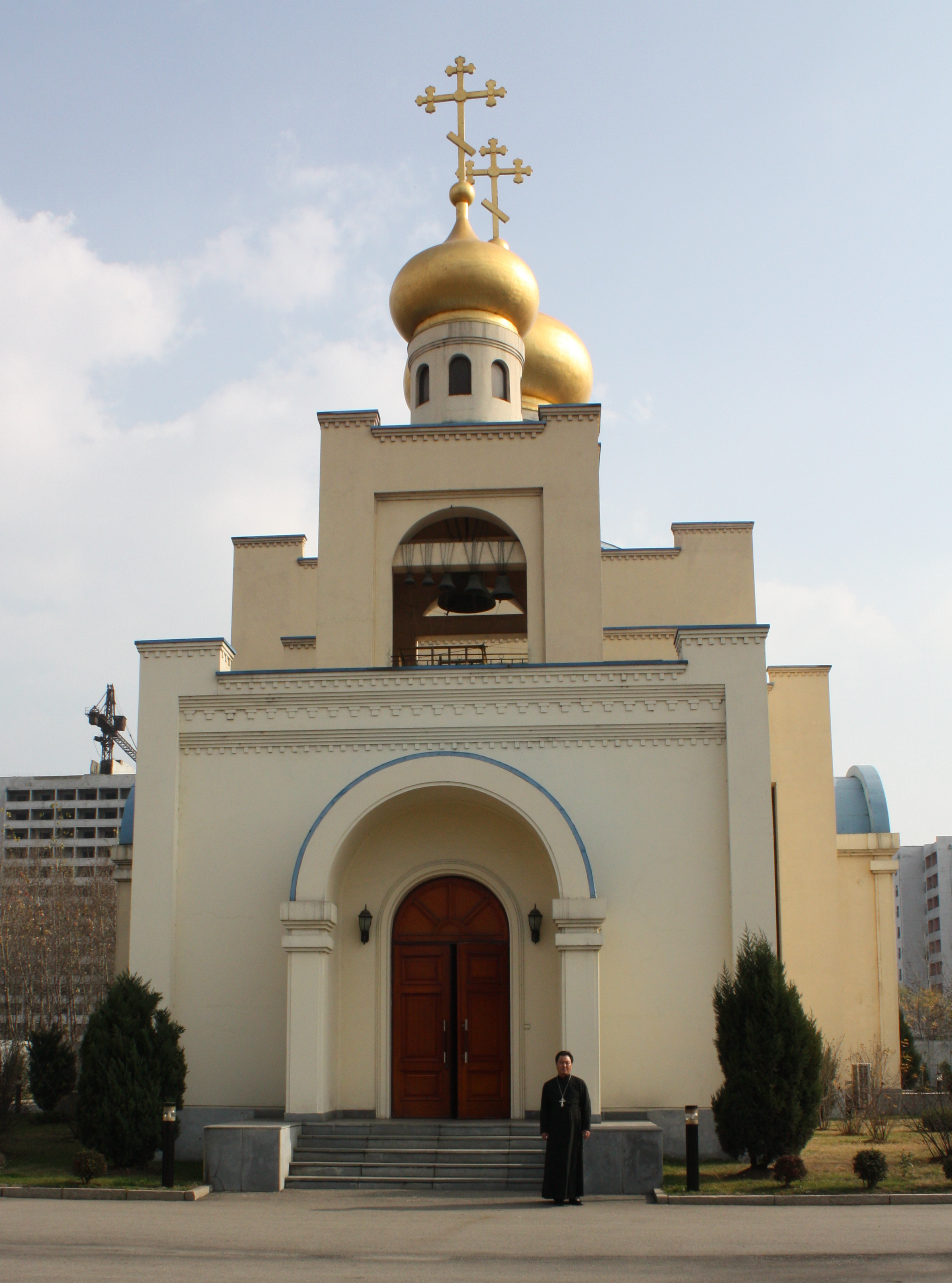

De Kerk van de Heilige Drievuldigheid (ook wel de Kerk van de Levengevende Drievuldigheid/Jongbaek Kerk) (Russisch: Церковь Святой Троицы) is een Russisch-orthodoxe kerk in de Noord-Koreaanse hoofdstad Pyongyang.

## Geschiedenis
Tijdens een bezoek aan de Kerk van de Heilige Innocentius in Irkoetsk in 2002 gaf de Noord-Koreaanse dictator Kim Jong-il toestemming voor de bouw van een Russisch-orthodoxe kerk in Pyongyang. Kim Jong-il wilde zo tegemoetkomen aan de wens van het Russische ambassadepersoneel die tot dan toe kerkte in een ruimte van de ambassade. De bouw van de kerk ving aan in 2003. Op 24 juni 2003 vond de eerstesteenlegging plaats van metropoliet Clemens van Kaluga, de vicevoorzitter van het departement van externe kerkrelaties van het Patriarchaat van Moskou. In hetzelfde jaar stond de regering van de Volksrepubliek Korea toe dat er vier Koreanen mochten gaan studeren aan het Kerkelijk Seminarie van Moskou. Twee van hen, Feodor Kim Hoe Il en Johannes Ra Gwan Chol, werden op 21 en 22 mei 2005 tot diaken gewijd.
In juni 2006 stuurde de voorzitter van het inmiddels opgerichte Koreaanse Orthodoxe Comité, Georgius Ho Il Jin, patriarch Alexius II van Moskou, het verzoek om de bijna voltooide Drievuldigheidskerk op te nemen in Russisch-Orthodoxe Kerk. In juli 2006 werd de Drievuldigheidskerk een zelfstandige parochie binnen de Russisch-Orthodoxe Kerk. Kort daarop volgde de consecratie van de kerk door metropoliet Kirill van Smolensk en Kaliningrad.
Kim Hoe Il, inmiddels tot priester gewijd, is de rector van de kerk.

## Kerkdiensten
In de Drievuldigheidskerk vinden iedere zaterdagavond en zondagmorgen kerkdiensten plaats. Voorts zijn er diensten op alle christelijke hoogfeestdagen. De kerkdiensten worden naar verluidt vooral bezocht door Russisch en Oost-Europees ambassadepersoneel. Volgens de officiële lezing van de communistische regering zijn er geen Noord-Koreanen die het Orthodoxe geloof aanhangen. Het lijkt echter de bedoeling van de Russisch-Orthodoxe Kerk om het land kennis te laten maken met het orthodoxe geloof middels evangelisatie. 
Van 23 tot 26 juni 2013 werd de kerk bezocht door een delegatie van de Russisch-Orthodoxe Kerk, waarbij ook leden van de Noord-Koreaanse regering aanwezig waren.

## Exterieur en interieur
De kerk werd volledig gebouwd op kosten van de Democratische Volksrepubliek Korea. De verschillende iconen en de iconostase zijn geschonken door de Russisch-Orthodoxe Kerk. De kerk biedt ruimte voor 200 gelovigen.

## Verwijzingen
1. 1 2 3  http://www.rusembdprk.ru/en/russia-and-dprk/orthodox-church-in-pyongyang. Gearchiveerd op 30 januari 2022.
2. 1 2  http://rbth.asia/news/2013/02/17/the_interior_of_the_orthodox_holy_trinity_church_in_pyongyang_will_be_sp_44515.html
3. ↑  https://web.archive.org/web/20140808061143/http://www.keston.org.uk/kns/2002/021017NK.htm
4. ↑  https://web.archive.org/web/20160305030313/http://www1.korea-np.co.jp/pk/193th_issue/2003062804.htm
5. ↑  http://www.forum18.org/archive.php?article_id=419&printer=Y